# Shinji Miyazaki
Shinji Miyazaki (né le 7 octobre 1956) est un compositeur japonais. Né dans la ville de Kōbe, il passe une grande partie de son enfance dans divers endroits de Shikoku. Il développe un goût particulier pour la Pop (musique), ce qui l'amène à apprendre l'arrangement musical ainsi que le piano dans un conservatoire. Il met du temps avant de décider de faire de la musique son travail, pour finalement devenir un arrangeur puis par la suite un compositeur.
Il a d'abord composé pour le milieu de l'anime, notamment pour la série Pokémon et Crayon Shin-chan. Son travail musical s'inspire de différents genres, tels que la J-pop, l'american pop ou encore le jazz avec des artistes comme Gil Evans.
Beaucoup de ses compositions utilisent des instruments à cordes ou des instruments à vent cuivrés.